# Sliedrecht vasútállomás
Sliedrecht vasútállomás vasútállomás Hollandiában, Sliedrecht községben,  településen.

## Vasútvonalak
Az állomást az alábbi vasútvonalak érintik:
- Elst-Dordrecht-vasútvonal
- MerwedeLingelijn

## Kapcsolódó állomások
A vasútállomáshoz az alábbi állomások vannak a legközelebb:
- Sliedrecht Baanhoek vasútállomás
- Hardinxveld Blauwe Zoom vasútállomás